# Кудрявцев, Гавриил Григорьевич
Гавриил Григорьевич Кудрявцев (28 февраля 1914 — 17 июня 1993) — советский военный деятель, генерал-лейтенант, участник Великой Отечественной войны.

## Биография
Гавриил Григорьевич Кудрявцев родился 12 марта 1914 года в городе Трубчевске (ныне — Брянская область). В 1931 году был призван на службу в Военно-морской флот СССР. В 1935 году окончил Севастопольское училище береговой обороны Морских сил Красной Армии, после чего служил в различных частях береговой обороны Тихоокеанского флота. В октябре 1940 года был направлен на учёбу на Специальные курсы усовершенствования начальствующего состава при Военно-морском училище береговой обороны. Здесь его застало начало Великой Отечественной войны.
В июле 1941 года Кудрявцев был назначен начальником штаба 205-го отдельного артиллерийского дивизиона. С января 1942 года являлся начальником штаба 170-го отдельного артиллерийского дивизиона, а в мае того же года принял командование над 160-м отдельным артиллерийским дивизионом. В мае 1942 года был назначен командиром 301-го отдельного артиллерийского дивизиона Ленинградской военно-морской базы Балтийского флота. По его командованием батареи дивизиона провели сотни боевых стрельб, нанеся противнику большие потери в боевой технике и живой силе. Только 19-25 августа 1942 года во время операции в районе Усть-Тосно артиллеристы подавили 35 батарей и 1 бронепоезд. В боях Кудрявцев лично находился на наблюдательных пунктах, невзирая на вражеский обстрел, лично корректировал огонь. Его часть успешно проявила себя и в период прорыва блокады Ленинграда.
В феврале 1943 года Кудрявцев возглавил отделение береговой обороны Ладожской военной флотилии, а с января 1945 года был начальником артиллерии Кронштадтского сектора береговой обороны. Провёл большую работу по повышению боевой готовности вверенных ему частей.
После окончания войны продолжал службу в Военно-морском флоте СССР. Командовал рядом крупных подразделений береговой обороны. В 1949 году окончил Военно-морскую академию, в 1958 году — военно-морской факультет Высшей военной академии имени К. Е. Ворошилова. С 1958 года — на военно-научной работе. Был начальником Северодвинского филиала Государственного центрального морского полигона № 21, научным референтом при Главнокомандующем Военно-морским флотом СССР. В 1959—1963 годах возглавлял Государственный центральный полигон № 6 Министерства обороны СССР на архипелаге Новая Земля. Был одним из руководителей испытаний новейших на тот момент образцов ядерного вооружения, в том числе термоядерной бомбы. С сентября 1963 года — на преподавательской работе, был старшим преподавателем кафедры оперативного искусства Военной академии Генерального штаба Вооружённых Сил СССР. В апреле 1972 года вышел в отставку. Умер 17 июня 1993 года, похоронен на Новом Хованском кладбище Москвы.

## Награды
- 2 ордена Ленина (26 октября 1955 года, 7 марта 1962 года);
- 2 ордена Красного Знамени (14 ноября 1942 года, 2 июня 1951 года);
- Орден Александра Невского (3 февраля 1943 года);
- 2 ордена Отечественной войны 1-й степени (17 июля 1945 года, 6 апреля 1985 года);
- Орден Красной Звезды (5 ноября 1946 года);
- Медали «За боевые заслуги» (3 ноября 1944 года), «За оборону Ленинграда» и другие медали.

## Сочинения
- Кудрявцев Г. Г. Ядерный полигон на Новой Земле. // Морской сборник. — 1991. — № 9. — С.6-11.
- Кудрявцев Г. Г. Архипелаг возмездия, или как создавался новоземельский ядерный полигон. // Военно-исторический журнал. — 1993. — № 3. — С.71-76.